# عشق ۴٫۶ میلیارد ساله
عشق ۴٫۶ میلیارد ساله (46億年の恋, 46-okunen no koi) فیلمی به کارگردانی تاکاشی میکه محصول سال ۲۰۰۶ است. نمایش نخست فیلم در پنجاه و ششمین دوره جشنواره بین‌المللی فیلم برلین در فوریه ۲۰۰۶ بود.